# Fritz Eichler
Fritz Eichler (Graz, 1887. október 12. - Bécs, 1971. január 16.) osztrák ókortörténész, egyetemi professzor, Epheszosz kutatója.

## Élete
1910-ben promovált Grazban, majd Berlinben, Angliában, Olaszországban, Görögországban és Kis-Ázsiában tanult tovább. 1913-tól a Bécsi Szépművészeti Múzeum ókori gyűjteményében dolgozott, 1933-tól rendezője, 1935-től igazgatója a gyűjteménynek. Nyugdíjbavonulása előtt 1951-1952-ben a múzeum igazgatója lett.
1931-ben habilitált, 1937-től a Bécsi Egyetemen professzor. Nyugdíjba vonulása után, Otto Waltert követően 1953-ban nevezték ki a klasszika archeológia vezetőjévé, és az Osztrák Régészeti Intézet (ÖAI) igazgatójává. Igazgatóként újra ásatott Epheszoszban és reaktiválta az athéni fiókjukat. 1961-ig tanított és 1969-ig maradt az intézet igazgatója.

## Művei
- Führer durch die Antikensammlung. 1926
- Die Skulpturen des Heraions von Argos. In: Jahreshefte des Österreichischen Archäologischen Instituts 19/29, 1919
- Die Reliefs des Heroon von Gjölbaschi-Trysa. 1950
- CVA Wien, Kunsthistorisches Museum I: Die rotfigurigen attischen Trinkgefäße und Pyxiden. 1951
- Die Bronzestatue aus Ephesos in verbesserter Wiederherstellung. In: JbKSWien 50, 1953
- CVA Wien, Kunsthistorisches Museum II: Rotfigurige attische Vorratsgefäße. 1959
- Nochmals die Sphinxgruppe von Ephesos. In: Jahreshefte des Österreichischen Archäologischen Instituts 45, 1960
- Zum Partherdenkmal von Ephesos. In: Beihefte zu Jahreshefte des Österreichischen Archäologischen Instituts 2 (1971)